# Serromyia hainana
Serromyia hainana är en tvåvingeart som beskrevs av Yu och Yan 2002. Serromyia hainana ingår i släktet Serromyia och familjen svidknott. Inga underarter finns listade i Catalogue of Life.